# Hadsund Posthus
Hadsund Posthus eller Hadsund Distributionscenter er et postdistributionscenter på Himmerlandsgade i Hadsund. Tidligere var det også et posthus. Alt postomdeling i 9560 Hadsund, 9550 Mariager og 8970 Havndal foregår med udgangspunkt fra Hadsund Posthus.
Den 13. marts 2007 lukkede postekspeditionen i posthuset, og personalet blev virksomhedsoverdraget til en nyindrettet postbutik i SuperBrugsen på Himmerlandsgade. Det skyldtes flere års fald i posthusets omsætning. Den 26. november 2014 åbnede Post Danmark endnu en postbutik i Hadsund, denne gang i Bog & idé på Storegade. Det skyldes den stigene nethandel.
Postbygningen er på 1000 kvadratmeter og bygget i gule teglsten med facade i aluminium og hærdet glas, Posthuset blev bygget i 1971 og blev indviet af borgmester Tage Jespersen og daværende postmester O. H, Nedergård Jensen i september 1971. Byggeriet kostede 1,7 millioner DKK. Posthuset har distributionscenter, postomdeling og pakkebokse, beskæftiger i alt 35 ansatte.
Hadsund Posthus blev 1. september 2015 købt af SuperBrugsen i Hadsund. Dog fortsætter Post Danmark med at være i bygningen som lejere.

## Hadsunds første postkontor
Det første postkontor blev oprettet i 1873 hos en købmand i Storegade 12, men da Hadsund Nord Station blev indviet i 1900 flyttede postkontoret dertil. Dog kun kortvarigt, for allerrede i 1906 flyttede postkontoret op på Torvet i det dengang nye posthus.

## Hadsunds første posthus
Hadsunds første posthus lå på Torvet i Hadsund, det blev bygget og taget i brug 1906. Posthuset blev brugt til efteråret 1967 da det nye og meget større posthus stod færdig på Himmerlandsgade 10. Det gamle posthus på torvet blev i 1968 indrettet som diskotek i overtagen, og børnehave i bunden. Bygningen blev nedrevet i 2000. Et par måneder efter nedrivningen påbegyndte Lejerbo et nyt byggeri der blev opført der hvor posthuset og Hadsund Bryggeri havde ligget. De nye lejligheder i 3 etager fik facade ud til Torvet og gaden Torvet ligesom posthuset havde. I dag er der intet tilbage af det gamle posthus eller ølbryggeri.

## Galleri
- Posthuset set bagfra.
- Posthusets forside ud til Hornbechsvej.